# Sylt, Nordfriesland
Sylt là một đô thị thuộc huyện Nordfriesland, bang Schleswig-Holstein, Đức.